# Liste der Kulturdenkmäler in Worms-Heppenheim
In der Liste der Kulturdenkmäler in Worms-Heppenheim sind alle Kulturdenkmäler des Stadtteils Worms-Heppenheim aufgeführt. Grundlage ist die Denkmalliste des Landes Rheinland-Pfalz (Stand: 1. Juni 2023).

## Denkmalzonen
| Bezeichnung                    | Lage | Baujahr                 | Beschreibung | Bild |
| ------------------------------ | --- | ----------------------- | --- | --- |
| Denkmalzone Ortskern           | Wormser Landstraße 1–99 und 2–114, Pfälzer-Wald-Straße 1–47 und 2–64, Frankenthaler Weg 1, Jakob-Schöner-Straße 1, Obere Bahnhofstraße 2, Zum Wiesengrund 2, Kirchhofgasse 1–4 und 6, Kirchhofplatz 1–3, 5, 7, 9 Lage | 16. bis 19. Jahrhundert | Kirchhofplatz mit Kirche, Pfarr- und Schulhaus sowie Durchgangsstraße des Straßendorfes mit vorwiegend stattlichen Hofanlagen im Erscheinungsbild des 19. Jahrhunderts, oft mit älterem Kern (18. Jahrhundert, auch 16. und 17. Jahrhundert) | [[Vorlage:Bilderwunsch/code!/C:49.604891,8.263832!/D:Wormser Landstraße 1–99 und 2–114, Pfälzer-Wald-Straße 1–47 und 2–64, Frankenthaler Weg 1, Jakob-Schöner-Straße 1, Obere Bahnhofstraße 2, Zum Wiesengrund 2, Kirchhofgasse 1–4 und 6, Kirchhofplatz 1–3, 5, 7, 9,!/\|BW]] |
| Denkmalzone Jüdischer Friedhof | Am Friedhof Lage | 1900                    | 1900 angelegt, letzte Bestattung 1935, 18 Grabstätten; nördlich angrenzend an den christlichen Friedhof | Fotos hochladen |

## Einzeldenkmäler
| Bezeichnung              | Lage                                                 | Baujahr                 | Beschreibung | Bild                           |
| ------------------------ | ---------------------------------------------------- | ----------------------- | --- | ------------------------------ |
| Grabmal                  | Am Friedhof/Kleingartenstraße, auf dem Friedhof Lage | 1904                    | Grabmal Familie Jakob Männchen IV., Galvanoplastik, 1904 von Jakob Brand | BW                             |
| Kriegerdenkmal           | Am Friedhof/Kleingartenstraße, auf dem Friedhof Lage | 1960                    | Kriegergedenkstätte des Ersten und Zweiten Weltkriegs | Fotos hochladen                |
| Kriegerdenkmal           | Kirchhofplatz Lage                                   | um 1900                 | Kriegerdenkmal 1870/71; Obelisk in gründerzeitlichen, antikisierenden Formen | Fotos hochladen                |
| Evangelische Pfarrkirche | Kirchhofplatz 2 Lage                                 | 1597                    | ehemals St. Peter; spätgotischer Saalbau mit Renaissance-Motiven, 1597, Langhaus um 1700, zwei Turmobergeschosse am Anfang des 18. Jahrhunderts verändert; mit Ausstattung | Fotos hochladen                |
| Evangelisches Pfarrhaus  | Kirchhofplatz 7 Lage                                 | 1743/44                 | kubischer Walmdachbau, 1743/44, Umbauten 1901, 1932 und 1964/65 | Fotos hochladen                |
| Wiesengrundschule        | Kirchhofplatz 9 Lage                                 | 1856/57                 | Schulhaus mit ehemaligen Lehrerwohnungen; neuklassizistischer mehrfarbiger Sandsteinquaderbau, 1856/57 | weitere Bilder Fotos hochladen |
| Schlussstein             | Obere Bahnhofstraße, in Nr. 2 Lage                   | 16. Jahrhundert         | Bogenschlussstein, 16. Jahrhundert | BW                             |
| Obere Mühle              | Obere Mühlstraße 6 Lage                              | 18. und 19. Jahrhundert | Vierseithof, 18. und 19. Jahrhundert; Wohnhaus, Bruchsteinbau mit Walmdach, Bruchstein-Nebengebäude, teilweise Fachwerk, Toranlage bezeichnet 1728 | BW                             |
| Hofanlage                | Pfälzer-Wald-Straße 1 Lage                           | 16. Jahrhundert         | Hofanlage; Wohnhaus aus dem frühen 19. Jahrhundert, im Kern aus dem späten 16. Jahrhundert; Toranlage, zweite Hälfte des 16. Jahrhunderts | BW                             |
| Schach-Scheu’sche Mühle  | Untere Mühlstraße 12 Lage                            |                         | auch Untere Mühle; vierseitig geschlossene Anlage mit spätmittelalterlichem Kern im Erscheinungsbild des 19. Jahrhunderts, darunter zwei steinerne Hundehütten, bezeichnet 1856 und 1857 | BW                             |
| Gasthaus Zum Ochsen      | Wormser Landstraße 2/4 Lage                          | 18. Jahrhundert         | übereck gestellter Gebäudekomplex mit Walmdach: Eckbau, Erdgeschoss Anfang des 20. Jahrhunderts, Obergeschoss mit Zierfachwerk, Anfang des 18. Jahrhunderts, Aushängeschild 1890; anschließend Fachwerktrakt auf massivem Erdgeschoss, bezeichnet 1850, Kellerportal bezeichnet 1615, anschließend Putzbau; eingemauerter Türsturz, bezeichnet 1558, Inschriftenstein bezeichnet 1731; Trakt an der Wormser Landstraße bezeichnet 1719, hofseitig Erdgeschosslaube, Fachwerk-Obergeschoss, Toranlage, bezeichnet 1731; Nr. 4 Wohnhaus, Anfang des 19. Jahrhunderts, bezeichnet 1852 | Fotos hochladen                |
| Spritzenhaus             | Wormser Landstraße 7 Lage                            | um 1900                 | ehemaliges Spritzenhaus; eingeschossiger Werksteinbau mit Schlauchturm, um 1900; Spolie, Reliefplatte bezeichnet 1768 | weitere Bilder Fotos hochladen |
| Hofanlage                | Wormser Landstraße 14 Lage                           | 1818                    | Dreiseithof; nachbarockes Wohnhaus, bezeichnet 1820 und 1818, Anbau teilweise Fachwerk, Scheune bezeichnet 1819, Kellerabgang bezeichnet 1818 | BW                             |
| Hofanlagen               | Wormser Landstraße 56/58 Lage                        | 16. Jahrhundert         | Gesamtanlage aus zwei Hofanlagen des 19. Jahrhunderts, im Kern aus dem 16. Jahrhundert, im gemeinsamen Hof eines der wenigen erhaltenen Gesindehäuser, 18. Jahrhundert | BW                             |
| Toranlage                | Wormser Landstraße, zu Nr. 71 Lage                   | 1607                    | Renaissance-Toranlage, bezeichnet 1607 | Fotos hochladen                |
| Brücke                   | östlich des Ortes an der K 10 Lage                   | gegen 1800              | Brücke über den Eisbach; Bruchstein und Werkstein, gegen 1800 | BW                             |
| Brücke                   | östlich des Ortes am Gestüt Schertel Lage            | 1773                    | Brücke über den Eisbach; Bruchstein, bezeichnet 1773 | BW                             |
| Wingertshäuschen         | südlich des Ortes; Flur Erpelrain Lage               | 18. Jahrhundert         | Wingertshäuschen; Rundbau mit gemauertem Kuppeldach, 18. Jahrhundert | BW                             |
| Wingertshäuschen         | südlich des Ortes; Flur Hintere Bösgewann Lage       | 18. Jahrhundert         | Wingertshäuschen; Rundbau mit gemauertem Kuppeldach, 18. Jahrhundert | BW                             |

## Ehemalige Kulturdenkmäler
| Bezeichnung      | Lage                                                  | Baujahr         | Beschreibung                                                                                        | Bild |
| ---------------- | ----------------------------------------------------- | --------------- | --------------------------------------------------------------------------------------------------- | ---- |
| Wingertshäuschen | nordwestlich des Ortes; Flur Auf der Leimenkaute Lage | 18. Jahrhundert | Wingertshäuschen; Rechteckbau mit gemauertem Tonnendach, 18. Jahrhundert; aus Denkmalliste gelöscht | BW   |